# Rothschildia bucaya
Rothschildia bucaya är en fjärilsart som beskrevs av William Schaus 1941. Rothschildia bucaya ingår i släktet Rothschildia och familjen påfågelsspinnare. Inga underarter finns listade.